# Långtjärnen (Junsele socken, Ångermanland, 705384-155753)
Långtjärnen är en sjö i Sollefteå kommun i Ångermanland och ingår i Ångermanälvens huvudavrinningsområde. Sjön har en area på 0,198 kvadratkilometer och ligger 253,1 meter över havet.

## Delavrinningsområde
Långtjärnen ingår i det delavrinningsområde (705522-155646) som SMHI kallar för Mynnar i Rensjön. Medelhöjden är 256 meter över havet och ytan är 13,01 kvadratkilometer. Det finns inga avrinningsområden uppströms utan avrinningsområdet är högsta punkten. Vattendraget som avvattnar avrinningsområdet har biflödesordning 3, vilket innebär att vattnet flödar genom totalt 3 vattendrag innan det når havet efter 120 kilometer. Avrinningsområdet består mestadels av skog (66 procent) och sankmarker (12 procent). Avrinningsområdet har 1,25 kvadratkilometer vattenytor vilket ger det en sjöprocent på 9,6 procent.